# 南部麻子
南部 麻子（なんぶ あさこ、安政5年（1858年） – 大正2年（1913年）12月22日）は、旧八戸藩南部家の11代当主。

## 生涯
安政5年（1858年）、陸奥盛岡藩主・南部利剛の次女として生まれる。明治7年（1874年）2月に八戸南部家10代当主の南部栄信と結婚する。明治9年（1876年）3月に夫が死去したため、家督を継いで女戸主となる。
西南戦争の際は旧八戸藩士たちを南宗寺境内に集め、従軍を積極的に勧めている。明治10年（1877年）、八戸小学校の建築に対し当時の金額で500円もの献金を行ったり、三八城神社の創建の許可を得るなど、八戸地域へ積極的な支援を行った。明治11年（1878年）5月17日に実弟の利克（利剛の十一男）に家督を譲り、隠居する。隠居後も和歌をたしなみ、明治末には和歌の団体「菊園会」を結成した。
三八城神社の創建時に藩主の軍装用具を神社に寄贈しており、八戸市指定文化財に指定されている。